# Теракт в Беледуэйне (2009)
Террористический акт в Беледуэйне произошёл 18 июня 2009 года, целью атаки стал отель «Медина», в котором находились высокопоставленные чиновники Сомали. На месте взрыва погибли 30 человек, ещё 5 скончались от полученных ранений в больнице.

## Ход атаки
Нападение было осуществлено террористом-смертником, начинённый взрывчаткой автомобиль был взорван возле одного из отелей Беледуэйне. В результате террористического акта погибли 35 человек, десятки получили ранения. Среди погибших было несколько высокопоставленных сомалийских чиновников, включая Омара Хаши Адена (министр безопасности Сомали). Ответственность за теракт взяла на себя экстремистская группировка Джамаат Аш-Шабааб, главной целью их атаки стали сомалийские чиновники, которые прибыли в Беледуэйне из Могадишо и остановились в отеле «Медина».